# روزبه جشمي
روزبه جشمي (بالفارسية: روزبه چشمی) هو لاعب كرة قدم إيراني من مواليد 24 يوليو 1993. يلعب في مركز الدفاع لصالح المنتخب الإيراني.

## إحصاءات

### النادي
آخر تحديث 20 مايو 2018.
| النادي        | الدرجة                  | الموسم                           | الدوري  | الدوري | كأس حذفي | كأس حذفي | آسيا    | آسيا  | المجموع | المجموع |
| النادي        | الدرجة                  | الموسم                           | مباريات | أهداف  | مباريات  | أهداف    | مباريات | أهداف | مباريات | أهداف   |
| ------------- | ----------------------- | -------------------------------- | ------- | ------ | -------- | -------- | ------- | ----- | ------- | ------- |
| صبا قم        | دوري المحترفين الإيراني | 2013–14                          | 25      | 1      | 1        | 0        | —       | —     | 26      | 1       |
| صبا قم        | دوري المحترفين الإيراني | 2014–15                          | 24      | 0      | 1        | 0        | —       | —     | 25      | 0       |
| صبا قم        | المجموع                 | المجموع                          | 49      | 1      | 2        | 0        | —       | —     | 51      | 1       |
| استقلال طهران | دوري الخليج الفارسي     | 2015–16                          | 22      | 0      | 4        | 0        | —       | —     | 26      | 0       |
| استقلال طهران | دوري الخليج الفارسي     | 2016–17                          | 0       | 0      | 0        | 0        | 0       | 0     | 0       | 0       |
| استقلال طهران | دوري الخليج الفارسي     | موسم نادي استقلال طهران 2017–18 ‏ | 26      | 3      | 5        | 0        | 7       | 0     | 38      | 3       |
| استقلال طهران | المجموع                 | المجموع                          | 48      | 3      | 9        | 0        | 7       | 0     | 64      | 3       |
| المجموع الكلي | المجموع الكلي           | المجموع الكلي                    | 97      | 4      | 11       | 0        | 7       | 0     | 115     | 4       |

## روابط خارجية
- روزبه جشمي على موقع الاتحاد الدولي (مؤرشف)  (الإنجليزية)
- روزبه جشمي على موقع قاعدة بيانات كرة القدم.إي يو (الإنجليزية)
- روزبه جشمي على موقع ناشيونال فوتبول تيمز (الإنجليزية)
- روزبه جشمي على موقع Soccerway.com (الإنجليزية)
- روزبه جشمي على موقع عالم كرة القدم.نت (الإنجليزية)